# روبرت ويليام إيفز غودارد
روبرت ويليام إيفز غودارد هو سياسي أمريكي، ولد في 21 سبتمبر 1837 في بروفيدنس في الولايات المتحدة، وتوفي في 23 أبريل 1916. انتخب عضو مجلس ولاية رود آيلاند ‏.